# Inverleven
Inverleven war eine Whiskybrennerei in Dumbarton, West Dunbartonshire, Schottland. Zusammen mit der Brennerei Dumbarton bildete Inverleven den Grain-Whiskykomplex von Dumbarton.

## Geschichte
Inverleven wurde 1938 im Grain-Whisky-Komplex von Dumbarton errichtet. Sie bestand aus einem hoch aufragenden Gebäude, das die Mündung des Leven in den Clyde überblickte. Zu Beginn wurde ausschließlich Grain-Whisky hergestellt, später auch Malt-Whisky. Die Destillerie wurde von George Ballantine & Son betrieben. Die Lomond Still wurde in Inverleven entworfen und erprobt. Die Brennerei wurde 1992 stillgelegt und die Gebäude später abgerissen. Vor dem Abriss wurden die Gebäude von der Royal Commission on the Ancient and Historical Monuments of Scotland in Bildern festgehalten und während des Abrisses der Untergrund in Bezug auf archäologisch bedeutsame Funde untersucht.

## Produktion
Das zur Whisky-Herstellung benötigte Wasser entstammte dem Loch Lomond. Gebrannt wurde mit jeweils einer Grobbrandblase (Wash Still) und Feinbrandblase (Spirit Still).

## Abfüllungen
Es wurde nie ein offizieller Inverleven Single-Malt-Whisky abgefüllt, jedoch existieren einige Abfüllungen unabhängiger Abfüller. Die Produktion wurde fast vollständig zur Herstellung von Blends benutzt. Inverleven war ein bedeutender Bestandteil von Ballantine’s.